# كالبوكو
كالبوكو (بالإسبانية: Calbuco) هي بلدية تقع في تشيلي في مقاطعة ليانكيوي. يقدر عدد سكانها بـ 32,963 نسمة ومساحتها 590.8 كم2 وترتفع عن سطح البحر 7 متر.